# Mi (nota)
Il mi è una nota musicale della scala diatonica fondamentale (l'unica scala priva di diesis e di bemolle, nei suoi diversi sette modi), in particolare è la terza nota (la modale) della scala maggiore di Do, ma anche la quinta nota della scala minore di la, ed in generale è presente in tutti i 7 modi della scala diatonica fondamentale.
La frequenza del mi della 3ª ottava (quello immediatamente al di sopra del do centrale) è di circa 330 Hz.
Nella notazione in uso nei paesi di lingua inglese e tedesca, il mi si indica con la lettera E.